# Островень (комуна)
Островень, Островені (рум. Ostroveni) — комуна у повіті Долж в Румунії. До складу комуни входять такі села (дані про населення за 2002 рік):
- Ліштява (1708 осіб)
- Островень (4060 осіб)

Комуна розташована на відстані 188 км на захід від Бухареста, 57 км на південь від Крайови.

## Населення
За даними перепису населення 2002 року у комуні проживали 5768 осіб.
Національний склад населення комуни:
| Національність | Кількість осіб | Відсоток |
| -------------- | -------------- | -------- |
| румуни         | 5323           | 92,3%    |
| цигани         | 444            | 7,7%     |
| угорці         | 1              | < 0,1%   |

Рідною мовою назвали:
| Мова      | Кількість осіб | Відсоток |
| --------- | -------------- | -------- |
| румунська | 5390           | 93,4%    |
| циганська | 377            | 6,5%     |
| угорська  | 1              | < 0,1%   |

Склад населення комуни за віросповіданням:
| Релігія            | Кількість осіб | Відсоток |
| ------------------ | -------------- | -------- |
| православні        | 5712           | 99,0%    |
| п'ятдесятники      | 33             | 0,6%     |
| баптисти           | 6              | 0,1%     |
| реформати          | 4              | 0,1%     |
| адвентисти         | 1              | < 0,1%   |
| старообрядці       | 1              | < 0,1%   |
| не вказали релігію | 10             | 0,2%     |